# 赫里霍里夫卡 (波迪利斯克區)
47°28′14″N 30°5′10″E / 47.47056°N 30.08611°E
赫里霍里夫卡（烏克蘭語：Григорівка）是位於烏克蘭西南部的村莊，由敖德萨州波迪利斯克区的多林斯凱市鎮負責管轄。該村始建於1924年，面積1.41平方公里，海拔高度67米，2001年人口397，人口密度每平方公里281.56人。